# David Odonkor
David Odonkor [ˈdeːvɪt oˈdɔŋkoːɐ̯] (* 21. Februar 1984 in Bünde) ist ein deutscher Fußballtrainer und ehemaliger -spieler. Er war unter anderem bei Borussia Dortmund aktiv und nahm mit der deutschen Nationalmannschaft an der Weltmeisterschaft 2006 und Europameisterschaft 2008 teil. Er ist auch als Teilnehmer zahlreicher Fernsehspielshows bekannt.

## Herkunft und Beginn im Fußball
Odonkor wurde als Sohn eines Ghanaers und einer Deutschen im ostwestfälischen Bünde geboren, wo er auch aufwuchs und als Jugendfußballer aktiv war. Zunächst spielte er vier Jahre lang in der Jugendspielgemeinschaft Holsen-Ahle im Kreis Herford und wechselte im Anschluss für drei Jahre zum Bünder SV. 1998 wechselte er in die Jugend von Borussia Dortmund und wurde anfangs bei den B-Junioren, später bei den A-Junioren und dem Amateurteam der Dortmunder eingesetzt. Bei der Deutschen Post AG hatte Odonkor parallel eine Ausbildung als Briefträger begonnen, die er jedoch 2002 zu Gunsten seiner Karriere als Fußballer aufgab.

## Sportliche Laufbahn

### Vereinskarriere

#### Durchbruch in Dortmund
Ab 2002 gehörte er zum Kader der 1. Mannschaft von Borussia Dortmund und wurde in seiner ersten Bundesliga-Spielzeit 2001/02 Deutscher Meister. Dabei wurde er zwar nur zweimal eingewechselt, sorgte jedoch mit einer Torvorlage und einem an ihm verursachten Elfmeter für Aufsehen. Am 1. Mai 2004 erzielte er am 31. Spieltag der Saison 2003/04 gegen Hansa Rostock mit dem Treffer zum 4:1-Endstand für Dortmund seinen ersten Bundesligatreffer. In der Folgezeit entwickelte er sich zum Stammspieler, wobei er sich vor allem in der Saison 2005/06 hervortat. Wegen seiner Schnelligkeit meist als rechter Außenstürmer eingesetzt, schlug er für den BVB 227 Flanken; 21 % davon führten zu Großchancen. Nur Lincoln vom FC Schalke 04 erreichte mit 38 % einen besseren Wert. Der Torabschluss gehörte dagegen nicht zu den Stärken Odonkors: Weder in Dortmund noch später in Sevilla erzielte er mehr als einen Treffer pro Saison.

#### Wechsel nach Spanien
Ende August 2006 unterschrieb er beim spanischen Erstligisten Betis Sevilla einen Fünfjahresvertrag. Im November 2006 unterzog er sich einer Knie-Operation. Sein Comeback in der Liga gab Odonkor am 28. April 2007 im Spiel gegen Atlético Madrid. Sein erstes Ligator für die Spanier erzielte er am 35. Spieltag der Saison 2007/08 im Spiel gegen UD Almería. In der Saison 2008/09 stieg er nach nur wenigen Einsätzen mit Betis Sevilla aus der Primera División ab. In der Saison 2010/11 gelang Betis Sevilla der Wiederaufstieg aus der Segunda División, Odonkor blieb dabei ohne Einsatz und verließ den Klub am Saisonende. Er trennte sich in dieser Zeit auch von seinem Berater.

#### Rückkehr nach Deutschland
Nach einer längeren Rehabilitation war Odonkor zu Beginn der Saison 2011/12 vereinslos und hielt sich zunächst im Training des Fünftligisten TuS Dornberg fit, bei dem er nach seiner Karriere Trainer werden sollte. Zwischen dem 28. Juli und dem 5. August 2011 trainierte er bei den Glasgow Rangers, nahm aber wegen Zweifeln an seiner Fitness nach langer Verletzungspause von einer Verpflichtung Abstand. Im September 2011 engagierte ihn der damalige Zweitligist Alemannia Aachen nach einem Probetraining bis zum Ende der laufenden Saison. Beim torlosen Unentschieden im Auswärtsspiel gegen den SC Paderborn am 9. September 2011 gab Odonkor durch die Einwechslung in der 69. Minute für Marco Stiepermann seinen Einstand in der 2. Bundesliga. Sein erstes Tor für die Alemannia erzielte er am 23. Oktober 2011 (12. Spieltag) beim 3:1-Heimsieg gegen den FC Ingolstadt 04 mit dem Treffer zum Endstand in der 90. Spielminute. Mit der Alemannia stieg er am Ende der Saison 2011/12 als Tabellenvorletzter aus der Zweiten Liga ab.

#### Ende der Profizeit in der Ukraine
Am 12. Juli 2012 unterschrieb Odonkor einen Einjahresvertrag beim Aufsteiger in die ukrainische Premjer-Liha FC Hoverla-Zakarpattya Uschhorod. Am achten Spieltag erzielte er beim 2:1-Heimsieg gegen Tawrija Simferopol in der 36. Spielminute seinen ersten Saisontreffer. Der Verein holte mit diesem Spiel die ersten Punkte der Saison und verließ dadurch den letzten Tabellenplatz. Im Januar 2013 äußerte Odonkor den Wunsch, wegen der Lebensverhältnisse in der Ukraine nach Deutschland zurückzukehren. Im September 2013 beendete er seine aktive Karriere wegen anhaltender Verletzungsprobleme.

#### Amateurvereine
Am 28. Oktober 2019 wurde bekannt, dass Odonkor per 1. Januar 2020 beim Bezirksligisten SV Wilhelmshaven spielen wird. Dort kam er lediglich in zwei Testspielen zum Einsatz, zuletzt am 2. Februar 2020.
In der Saison 2021/22 spielte er an der Seite von Kevin Großkreutz beim TuS Bövinghausen in der sechstklassigen Westfalenliga. Er kam dort zu dreizehn Einsätzen und stand dabei insgesamt 290 Minuten auf dem Platz. Der Vertrag lief zum Ende der Saison aus.
Am 12. Februar 2023 spielte er 70 Minuten in der Kreisliga A für den SC Düsseldorf-West II, womit er einen Wetteinsatz einlöste.

### Nationalmannschaft
Sein Talent machte bereits im Nachwuchsbereich die Trainer des DFB auf ihn aufmerksam. Odonkor spielte für die deutsche U-19-, U-20- und die U-21-Team. Für die DFB-U-21-Auswahl traf er in 15 Partien dreimal.
Im Mai 2006 wurde er ins deutsche Aufgebot für die Weltmeisterschaft 2006 berufen und bestritt am 30. Mai 2006 unter Jürgen Klinsmann sein Debüt für die A-Nationalmannschaft, als er im Testländerspiel gegen Japan eingewechselt wurde. Im zweiten Vorrundenspiel der deutschen Mannschaft gegen Polen bereitete er nach seiner Einwechslung kurz vor Spielende mit einer Flanke von rechts das Siegtor zum 1:0 von Oliver Neuville vor. Im Viertelfinale gegen Argentinien wurde er eingewechselt. Im Anschluss an die WM 2006 erhielt er, wie die gesamte Mannschaft, das Silberne Lorbeerblatt. Sein erstes und einziges Tor für die deutsche Nationalelf erzielte er am 12. September 2007 im Testspiel im Rheinenergiestadion in Köln gegen Rumänien. 2008 wurde Odonkor von Bundestrainer Joachim Löw in den Kader für die Europameisterschaft 2008 berufen. Dort absolvierte er am 12. Juni 2008 sein letztes Länderspiel, als er während der Vorrundenbegegnung gegen Kroatien in der Halbzeit eingewechselt wurde. Am Ende des Turniers stand die Vize-Europameisterschaft. Nach dem Ende der EM-Endrunde 2008 wurde er nicht mehr für die Nationalmannschaft nominiert. In insgesamt 16 Partien stand er für die Nationalelf auf dem Platz.

### Erfolge
- Deutscher Meister 2001/02
- Dritter der Weltmeisterschaft 2006
- Zweiter der Europameisterschaft 2008

### Auszeichnungen
- Silbernes Lorbeerblatt 2006

## Trainer- und Funktionärslaufbahn
Im September 2013 begann Odonkor mit dem Ziel des Erwerbs des B-Trainer-Scheins ein Trainer-Praktikum bei Andreas Golombek beim Regionalligisten SC Verl. Ende Oktober 2013 stieg er zum Trainerassistent auf. Im Juli 2014 verließ er den Verein und begann mit dem A-Trainer-Schein. Anfang August 2014 verpflichtete ihn der SC Herford als Co-Trainer; diese Position bekleidete er bis zum 5. Februar 2015. Am Folgetag trat er die Stelle des Trainers beim Westfalenligisten TuS Dornberg an. Drei Monate später trat er als Trainer zurück.
Im November 2015 wurde Odonkor Sportlicher Leiter der Hammer SpVg in der Oberliga Westfalen. Anfang März 2017 erhielt er nach eigenen Angaben die fristlose Kündigung, nachdem er bekannt gegeben hatte, seine Vertragslaufzeit nicht über das Saisonende 2016/17 hinaus zu verlängern. Ab der Saison 2017/18 trainierte er die SpVgg Bad Pyrmont in der Landesliga Hannover. Obwohl er 2019 seinen Vertrag mit der SpVgg um zwei Jahre verlängert hatte, kündigte Odonkor den Vertrag und wechselte zur Saison 2019/20 als Co-Trainer von Fuat Çapa zum damaligen türkischen Zweitligisten Eskişehirspor. Dort übernahm er auch das Amt des sportlichen Leiters. Im Oktober 2019 endete das Engagement.
Im Januar 2024 wurde er Trainer des Landesligisten Blau-Weiß Mintard aus Mülheim an der Ruhr. Im Oktober des gleichen Jahres wurde er nach drei Niederlagen in Folge entlassen. 

## Privates
Ab dem 30. Dezember 2006 war Odonkor mit Suzan, geb. Barka, verheiratet, die er 2005 kennengelernt hatte. Im November 2008 kam die Tochter des Paares zur Welt. Im Juni 2021 gab Odonkor die Trennung von seiner Frau bekannt. Danach wurde die Unternehmerin Marilena Grabowski seine Freundin, die er im August 2024 heiratete.

## Teilnahmen an TV-Shows
Im Mai 2015 spielte Odonkor beim TV total Deutscher Eisfußball-Pokal für seinen Ex-Verein Borussia Dortmund. Vom 14. bis zum 28. August 2015 war er Teilnehmer der dritten Staffel von Promi Big Brother auf Sat.1. Er verließ die Reality-Show als Sieger und gewann 100.000 Euro.
Im Juli 2016 nahm er an der RTL-Show Ninja Warrior Germany – Die stärkste Show Deutschlands teil, bei der er in der ersten Runde scheiterte. Im Januar 2017 verstärkte er das „Team Fußball“ bei Duell der Stars – Die Sat.1 Promiarena.
Von April bis Mai 2017 nahm Odonkor an der Sat.1-Show Das große Backen – Promispezial teil.
Im September/Oktober 2017 nahm Odonkor mit seiner Frau Suzan an der Tanzshow Dance Dance Dance von RTL teil, bei der sie den dritten Platz erreichten. Im Dezember 2018 trat er bei Die ProSieben Wintergames an.
Zusammen mit seiner Tochter war Odonkor 2019 Teilnehmer der dritten und vierten Staffel in der RTL-Promi-Sendung Comeback oder weg?
Von März bis April 2019 sowie im Januar 2020 und 2021 war Odonkor Teilnehmer der Sat.1-Show Catch!, in der Meisterschaften im Fangen ausgetragen werden. Im Juni 2019 nahm Odonkor an der Dienstagabendshow Joko & Klaas gegen ProSieben teil, in der er mit Kevin Kurányi gegen das Duo Joko und Klaas antrat. Am 14. März 2020 war er in der Sendung Wer schläft verliert bei ProSieben zu sehen.
Am 24. Januar 2021 war er mit seiner Frau Suzan in der Show Promi Shopping Queen zu sehen.
Im Januar 2024 kam er in der 17. Staffel von Ich bin ein Star – Holt mich hier raus! auf den neunten Platz.